# Version 2.0
Version 2.0 è il secondo album in studio degli statunitensi Garbage, pubblicato nel 1998.
Nonostante un lento inizio, le vendite del disco in seguito hanno raggiunto i livelli di quello di debutto Garbage.

## Registrazione
I Garbage iniziarono a scrivere il loro secondo album nel marzo del 1997 (sotto il titolo 'Sad Alcoholic Clowns') nella casa al mare del capo della loro casa discografica a Friday Harbor, Washington.
Il gruppo iniziò a fare alcuni demo e sessioni di jamming. Non appena si resero conto di avere tra le mani del materiale consistente, si ritrasferirono a Madison, nei loro Smart Studios.
L'album fu completato a metà febbraio del 1998.
Il titolo 'Version 2.0' deriva dal fatto che i Garbage hanno preferito sviluppare un suono coerente con quello dell'album di debutto piuttosto che cambiare totalmente rotta.

## Promozione e Tour
Ben 6 singoli sono stati estratti dall'album, di cui 5 di successo internazionale.
Push It fu pubblicato come primo singolo a fine aprile 1998. Il singolo riscosse gran successo piazzandosi al 5º posto nella classifica statunitense Modern Rock Tracks e al 9º posto nella classifica inglese Official Singles Chart. Un video fu girato per la promozione del singolo e fu diretto da Andrea Giacobbe.
I Think I'm Paranoid fu distribuito come secondo singolo dall'album e riscosse altrettanto successo piazzandosi al 6º posto nella classifica Modern Rock Tracks e al 9º posto nella classifica Official Singles Chart. Il video della canzone fu diretto da Matthew Rolston. Il successo di I Think I'm Paranoid viene a condensarsi con l'inclusione della canzone nella colonna sonora del videogioco Gran Turismo 2, e in Italia, in uno spot per la Breil Orologi.
I Garbage si esibiscono su Top of the Pops, eseguendo anche il singolo successivo, Special.
Special, inizialmente ignorato negli Stati Uniti, si rivelò solo nel 1999 annoverandosi tra uno dei più grandi successi dei Garbage. In particolare, il video diretto da Dawn Shadforth, gli frutta un premio sotto la categoria "Migliori Effetti Speciali" agli MTV Video Music Awards e il riconoscimento "Visionary Video" award ai VH1 Fashion Awards.
I due singoli When I Grow Up e The Trick Is to Keep Breathing vengono commercializzati tra la fine del 1998 e l'inizio del 1999 alle radio e in formato CD singolo. Tra i due, a riscuotere maggior successo è When I Grow Up, che viene in seguito incluso nella colonna sonora del film Big Daddy - Un papà speciale.
Come sesto ed ultimo singolo viene distribuito You Look So Fine il cui video diretto da Stéphane Sednaoui è stato girato con la partecipazione del surfista Kelly Slater.
Temptation Waits è stato pubblicato in alcuni paesi come singolo airplay. La canzone è stata inoltre inclusa nella colonna sonora di Buffy l'ammazzavampiri.
L'intenso tour dell'album inizia il 15 maggio 1998 per terminare soltanto il 24 novembre 1999. I Garbage si esibiscono anche in grandi arene (Wembley Arena), in festival quali il Reading Festival, Rock am Ring, T in the Park e il 2 luglio 1999 inaugurano l'apertura del nuovo Parlamento scozzese.

## Tracce
1. Temptation Waits – 4:37
2. I Think I'm Paranoid – 3:38
3. When I Grow Up – 3:24
4. Medication – 4:08
5. Special – 3:43
6. Hammering in My Head – 4:52
7. Push It – 4:02
8. The Trick Is to Keep Breathing – 4:11
9. Dumb – 3:50
10. Sleep Together – 4:03
11. Wicked Ways – 3:43
12. You Look So Fine – 5:23

## Classifiche
| Classifica (1998) | Posizione massima |
| ----------------- | ----------------- |
| Australia         | 5                 |
| Austria           | 4                 |
| Belgio (Fiandre)  | 3                 |
| Belgio (Vallonia) | 2                 |
| Canada            | 2                 |
| Europa            | 1                 |
| Finlandia         | 6                 |
| Francia           | 1                 |
| Germania          | 4                 |
| Italia            | 20                |
| Norvegia          | 4                 |
| Nuova Zelanda     | 1                 |
| Paesi Bassi       | 22                |
| Portogallo        | 4                 |
| Regno Unito       | 1                 |
| Stati Uniti       | 13                |
| Svezia            | 12                |
| Svizzera          | 17                |